# Hino de Iguape
Iguape não possui um hino oficial. Porém existe uma valsa sempre executada em momentos oficiais, solenes e não oficiais e reconhecida popularmente como hino da cidade, chamada Saudades de Iguape. O autor da música foi João Batista do Nascimento, tendo gravada a mesma pela Casa Edson em 1913, e a letra foi escrita anos mais tarde por Waldemiro Fortes, em 1928.